# 张景成
张景成（1937年11月—），男，河北乐亭人，中华人民共和国政治人物，曾任唐山市人民政府市长，第七届全国人大代表。